# Mistrzostwa Polski w rugby 7 mężczyzn (2020/2021)
Mistrzostwa Polski w rugby 7 mężczyzn (2020/2021) – rozgrywki drużyn rugby 7, mające na celu wyłonienie najlepszej męskiej drużyny w Polsce w sezonie 2020/2021, organizowane przez Polski Związek Rugby; dwudziesta szósta edycja mistrzostw Polski w rugby 7 mężczyzn. Mistrzostwa rozegrano w formie czterech turniejów wiosną 2021. Tytuł mistrza Polski obroniła Posnania, drugie miejsce zajął Orkan Sochaczew, a trzecie Juvenia Kraków. 

## Format rozgrywek
Rozgrywki zaplanowano w formie serii czterech turniejów. O mistrzostwie decydowała łączna liczba punktów przyznawanych w poszczególnych turniejach na podstawie klasyfikacji uczestniczących w nich drużyn. W przypadku pierwszego turnieju o rozstawieniu drużyn decydowały wyniki mistrzostw z poprzedniego sezonu, w kolejnych – wyniki dotychczasowych turniejów. 
W przypadku rozgrywek grupowych w turnieju o kolejności w tabeli grupy decydowały liczba zdobytych punktów turniejowych (zwycięstwo – 3 punkty, remis – 2 punkty, porażka – 1 punkt, walkower – 0), a w dalszej kolejności wynik bezpośredniego spotkania, różnica pomiędzy punktami zdobytymi i straconymi, większa liczba punktów zdobytych, losowanie.
W przypadku równej liczby punktów w klasyfikacji końcowej miała decydować kolejno liczba turniejów, w których wystąpiły drużyny, a jeśli ta była identyczna – wyższa lokata w ostatnim turnieju.
W składzie zespołu na dany turniej mogło być najwyżej dwóch zawodników, którzy nie mają statusu zawodnika polskiego. Ponadto w składzie powinien znajdować się co najmniej jeden zawodnik urodzony w 1998 lub później.

## Przebieg rozgrywek
W rundzie jesiennej zaplanowano rozegranie dwóch turniejów: 11 października 2020 w Poznaniu i 31 października 2020 w Krakowie. Jednak z powodu pandemii COVID-19 żaden z tych turniejów się nie odbył, a rozgrywki jesienią zawieszono. W tej sytuacji wszystkie cztery turnieje zaplanowano na wiosnę 2021: 13 marca w Warszawie, 17 kwietnia w Poznaniu, 24 lub 25 kwietnia w Lubawie oraz 8 lub 9 maja w Sochaczewie.

### Pierwszy turniej
Pierwszy turniej rozegrano 13 marca 2021 w Warszawie. Wzięło w nim udział dziewięć drużyn. Zwycięzcą została Posnania Poznań, a za najlepszego zawodnika turnieju uznano zawodnika tej drużyny, Daniela Gdulę. W finale Posnania pokonała Orkan Sochaczew 17:12, a w meczu o trzecie miejsce Juvenia Kraków pokonała gospodarzy, Skrę Warszawa 19:14.
Końcowa klasyfikacja turnieju:
| Pozycja | Drużyna           | Liczba punktów |
| ------- | ----------------- | -------------- |
| 1.      | Posnania Poznań   | 20             |
| 2.      | Orkan Sochaczew   | 18             |
| 3.      | Juvenia Kraków    | 16             |
| 4.      | Skra Warszawa     | 14             |
| 5.      | Kaskada Szczecin  | 12             |
| 6.      | Rugby Wrocław     | 10             |
| 7.      | RT Olsztyn        | 8              |
| 8.      | Rugby Poznań      | 6              |
| 9.      | Hegemon Mysłowice | 4              |

### Drugi turniej
Drugi turniej rozegrano 17 kwietnia 2021 w Poznaniu. Wzięło w nim udział siedem drużyn. Zwycięzcą została Posnania Poznań, będąca gospodarzem zawodów. W finale Posnania pokonała Orkan Sochaczew 21:5, a w meczu o trzecie miejsce Juvenia Kraków pokonała Kaskadę Szczecin 45:5.
Końcowa klasyfikacja turnieju:
| Pozycja | Drużyna           | Liczba punktów |
| ------- | ----------------- | -------------- |
| 1.      | Posnania Poznań   | 20             |
| 2.      | Orkan Sochaczew   | 18             |
| 3.      | Juvenia Kraków    | 16             |
| 4.      | Kaskada Szczecin  | 14             |
| 5.      | Skra Warszawa     | 12             |
| 6.      | Hegemon Mysłowice | 10             |
| 7.      | Rugby Wrocław     | 8              |

### Trzeci turniej
Trzeci turniej rozegrano 24 kwietnia 2021 w Lubawie. Wzięło w nim udział siedem drużyn. Zwycięzcą została Posnania Poznań. W finale Posnania pokonała po dogrywce Orkan Sochaczew 20:15, a w meczu o trzecie miejsce Skra Warszawa pokonała Juvenię Kraków 21:17.
Końcowa klasyfikacja turnieju:
| Pozycja | Drużyna           | Liczba punktów |
| ------- | ----------------- | -------------- |
| 1.      | Posnania Poznań   | 20             |
| 2.      | Orkan Sochaczew   | 18             |
| 3.      | Skra Warszawa     | 16             |
| 4.      | Juvenia Kraków    | 14             |
| 5.      | Kaskada Szczecin  | 12             |
| 6.      | Hegemon Mysłowice | 10             |
| 7.      | RT Olsztyn        | 8              |

### Czwarty turniej
Czwarty, ostatni turniej rozegrano 9 maja 2021 w Sochaczewie. Wzięło w nim udział siedem drużyn. Zwycięzcą została Posnania Poznań. W finale pokonała ona Orkan Sochaczew 19:10, a w meczu o trzecie miejsce Juvenia Kraków pokonała Skrę Warszawa 31:5.
Końcowa klasyfikacja turnieju:
| Pozycja | Drużyna           | Liczba punktów |
| ------- | ----------------- | -------------- |
| 1.      | Posnania Poznań   | 20             |
| 2.      | Orkan Sochaczew   | 18             |
| 3.      | Juvenia Kraków    | 16             |
| 4.      | Skra Warszawa     | 14             |
| 5.      | Kaskada Szczecin  | 12             |
| 6.      | Rugby Wrocław     | 10             |
| 7.      | Hegemon Mysłowice | 8              |

### Łączna klasyfikacja
Łączna klasyfikacja mistrzostw:
| Pozycja | Drużyna           | Liczba punktów |
| ------- | ----------------- | -------------- |
| 1.      | Posnania Poznań   | 80             |
| 2.      | Orkan Sochaczew   | 72             |
| 3.      | Juvenia Kraków    | 62             |
| 4.      | Skra Warszawa     | 56             |
| 5.      | Kaskada Szczecin  | 50             |
| 6.      | Hegemon Mysłowice | 32             |
| 7.      | Rugby Wrocław     | 28             |
| 8.      | RT Olsztyn        | 16             |
| 9.      | Rugby Poznań      | 6              |